# David Juncà
David Juncà Reñé, né le 16 novembre 1993 à Riumors (Catalogne, Espagne), est un footballeur espagnol qui évolue au poste d'arrière gauche au Wisła Cracovie.

## Biographie
Lors de la saison 2014-2015, il inscrit deux buts en deuxième division espagnole avec le club du Girona FC.